# Халачовце
Халачовце (слч. Haláčovce) насељено је мјесто са административним статусом сеоске општине (слч. obec) у округу Бановце на Бебрави, у Тренчинском крају, Словачка Република.

## Становништво
| Година:    | 1994. | 2004.    | 2014.    | 2024.   |
| ---------- | ----- | -------- | -------- | ------- |
| Број људи: | 285   | 322      | 367      | 349     |
| Разлика:   |       | +12,98 % | +13,97 % | -4,90 % |

| Година:    | 2023. | 2024.   |
| ---------- | ----- | ------- |
| Број људи: | 351   | 349     |
| Разлика:   |       | -0,56 % |

Према подацима о броју становника из 2011. године насеље је имало 353 становника.